# Албрехт Хаусхофер
Албрехт Хаусхофер (на немски: Albrecht Haushofer) е германски дипломат и борец от съпротивата, участвал в опита за убийство на фюрера Адолф Хитлер от 20 юли 1944 г.

## Биография
Хаусхофер е роден в Мюнхен, син на генерал и геолог Карл Хаусхофер (1869-1946) и съпругата му Марта (1877-1946). Албрехт има един брат, Хайнц. Следва география и история в Мюнхенския университет. През 1924 г. завършва дисертацията си „Paß-Staaten in den Alpen“, а негов ръководител е Ерих фон Дригалски (1865 – 1949). След това работи като асистент на Албрехт Пенк.
Съученик по геополитика му е Рудолф Хес, много ранен последовател на Адолф Хитлер и близък приятел на баща му. Карл Хаусхофер е чест посетител на затвора Ландсберг, където Хитлер и Хес са пратени след неуспешния Бирен пуч. По-късно, по силата на Нюрнбергските закони, Хаусхофер е категоризиран като „погрешен“ (мишлинг), но Хес успява да му издаде германски сертификат за кръв.
Албрехт Хаусхофер е генерален секретар на географското дружество Gesellschaft für Erdkunde в Берлин и редактор на неговия периодичен печат. Той заема тази длъжност от 1928 до 1938 г. Хаусхофер пътува по света, като преподава и получава богат опит в международните отношения.
Той започва да преподава геополитика в Deutsche Hochschule für Politik (Германска академия за политика) през 1933 г., който губи много от своите преподаватели след нацисткото изкачване на власт. Когато Академията е включена в университета в Берлин през 1940 г., той е преподавател във факултета по чужди изследвания (Auslandswissenschaftliche Fakultät). Той също така е съветник в Dienststelle Ribbentrop на нацистката партия от 1934 до 1938 г., когато бюрото е разпуснато при назначаването на Йоахим фон Рибентроп за министър на външните работи. Хаусхофер до 1941 г. понякога работи в пропагандния отдел на германското външно министерство.
Получавайки прозрение в нацистката политика, Хаусхофер от средата на 1930-те години се обръща към два немски съпротивителни кръгове. След избухването на Втората световна война се присъединява към консервативните противници около пруския финансов министър Йоханес Попиц.
Хаусхофер участва в опитите на Хес да договори мир с французите и британците, действайки като посредник. Смята се, че той може да е насърчил полета на Хес през 1941 г. до Шотландия. При подозрение, че е помогнал на Хес, той е в затвора в продължение на няколко седмици и след това е под наблюдение на Гестапо. Високопоставени членове на нацистката партия го гледат неодобрително, заради своята половин еврейска майка.
Той стига до съгласие, че единственият начин да се предотврати пълното военно и политическо бедствие е да се премахне Хитлер. След неуспешния атентат от 1944 г. Хаусхофер се скрива, но на 7 декември 1944 г. е арестуван във ферма в Бавария.
В нощта на 22/23 април 1945 г., когато войските на Червената армия вече влизат в Берлин, Албрехт Хаусхофер и други затворници като Клаус Бонхьофер и Рюдигер Шлайхер са разстреляни в Берлин. Тялото му е открито от брат му Хайнц на 12 май 1945 г.